# Amandine Beyer
Amandine Beyer (Ais de Provença, 1974 ) és una violinista, directora i professora de música clàssica francesa, especialitzada en música barroca.

## Biografia
Amandine Beyer va començar la seva formació en violí i flauta de bec als quatre anys al conservatori de la seva ciutat natal. Va ingressar al Conservatoire national supérieur de musique et de danse de París, on l'any 1994 va obtenir el primer premi a la classe de violí de Sylvie Gazeau. El 1995 va ser admesa a la classe de violí barroc de Chiara Banchini a la Schola Cantorum de Basilea, on va obtenir el diploma de solista el 1999. Paral·lelament, va realitzar estudis de musicologia que van concloure amb una tesi de màster sobre Karlheinz Stockhausen.
A partir de 1998, va tocar regularment amb l'Ensemble 415 (sota la direcció de Chiara Banchini), La Capella Reial de Catalunya (sota la direcció de Jordi Savall), Les Cornets noirs, Le Concert Français, L'Academia Montis Regalis, L'Assemblée des Honnestes Curieux amb qui va guanyar el premi Bonporti a Rovereto l'any 1998 i va enregistrar diversos discos aclamats per la crítica.
Des de l'any 2000, ha actuat regularment com a solista en festivals i sales de concerts d'arreu del món, amb Pablo Valetti i els conjunts Café Zimmermann i Stylus Phantasticus, La Fenice (Jean Tubéry), amb el clavecinista Pierre Hantaï, així com amb Edna Stern al pianoforte.
L'any 2001 va guanyar el concurs de violí barroc Antonio Vivaldi de Torí. La fundació del seu conjunt Gli Incogniti (Els desconeguts) l'any 2006, va tenir el seu primer gran èxit amb l'enregistrament de diversos concerts inèdits o reconstruïts de Johann Sebastian Bach. El 2008, el seu enregistrament de les quatre estacions de Vivaldi també va ser un èxit de públic i de crítica.
Amandine Beyer va ser professora del curs de música barroca de Barbaste i professora de l'Escola Superior de Música e das Artes do Espectaculo de Porto. El setembre de 2010 va succeir, juntament amb Leila Schayegh, Chiara Banchini com a professora de violí barroc a la Schola Cantorum de Bâle.
El 2013, va interpretar a l'escenari la Partita per a violí sol núm. 2 de Bach per al ballet de dansa contemporània Partita 2 creat per la coreògrafa belga Anne Teresa De Keersmaeker en col·laboració amb Boris Charmatz.
Amb diversos companys músics, es troba entre els creadors del Kitgut Quartett, que toca des del 2015 amb instruments d'època i cordes de budell, especialment música de la segona meitat del segle XVIII.

## Discografia
Amandine Beyer ha enregistrat per als segells Alpha, Erato, Harmonia Mundi, Mirare, Opus 111 i Zig-Zag Territoires.
- 2004: Händel, Sonates en diverses parts amb L'assemblea dels Honnestes Curieux (Zig-Zag Territoires).
- 2004: O Dilectissime Jesu obres de Giovanni Legrenzi amb Les Cornets Noirs i la soprano Monika Mauch (segell ORF)
- 2005: CPE Bach, Sonates per a violí i teclat Edna Stern, pianoforte (Zig-Zag Territoires).
- 2005: Xacona : Obres de Bach, Brahms, Busoni i Lutz amb Edna Stern, pianoforte (Zig-Zag Territoires)
- 2006: Rebel, Sonates per a violí i baix continu, L'assemblea d'Honestes Curieux (Zig-Zag Territoires).
- 2007: Bach, Concerts desconeguts i reconstruccions, Gli Incogniti (Zig-Zag Territories).
- 2008: Vivaldi, Concertos op.8, amb Gli Incogniti (Zig-Zag Territoires).
- 2009: Obres de Nicola Matteis amb Gli Incogniti (Zig-Zag Territories).[5]
- 2010: Rosenmüller, Beatus Vir (Motets i Sonates) (Zig-Zag Territories)
- 2011: Bach, Pisendel, Sonates i Partites BWV1001-1006 (Zig-Zag Territories)[6]
- 2012: Divisió-Música : L'art de la disminució a Anglaterra al XVII XVII segle (Ramée 1204)
- 2012: Selecció Vivaldi de concerts “Nuovo Stagione”, Gli Incogniti
- 2013: Corelli - Integral de Concerti Grossi - Gli Incogniti (Zig-Zag Territories)
- 2014: Couperin - Les apoteosis de Lully i Corelli - Gli Incogniti (Harmonia Mundi)
- 2015: Keizer - Passió segons Saint-Marc, Markuspassion - Ensemble Jacques Moderne - Amandine Beyer - Gli Incogniti - Joël Suhubiette (Mirare)[7]
- 2015: Vivaldi, Il teatro alla moda (concerts teatrals) - Gli Incogniti (Harmonia Mundi)
- 2016: Pachelbel, Das Wetter im Aprilen, 6 Parthien extractes de Die Musikalische Ergötzung i Strophenlieder, amb Gli Incogniti i Hans Jörg Mammel (tenor) (Harmonia Mundi)
- 2017: Vivaldi, Concerti per due violin, amb Giuliano Carmignola i Gli Incogniti (Harmonia Mundi)
- 2020: Tis too late be wise, obres de Haydn, Purcell, Locke i Blow, amb el Kitgut Quartett (Harmonia Mundi)
- 2022: Heinrich Biber, Sonates de rosari (Harnonia Mundi HMM90271213)